# Scolia

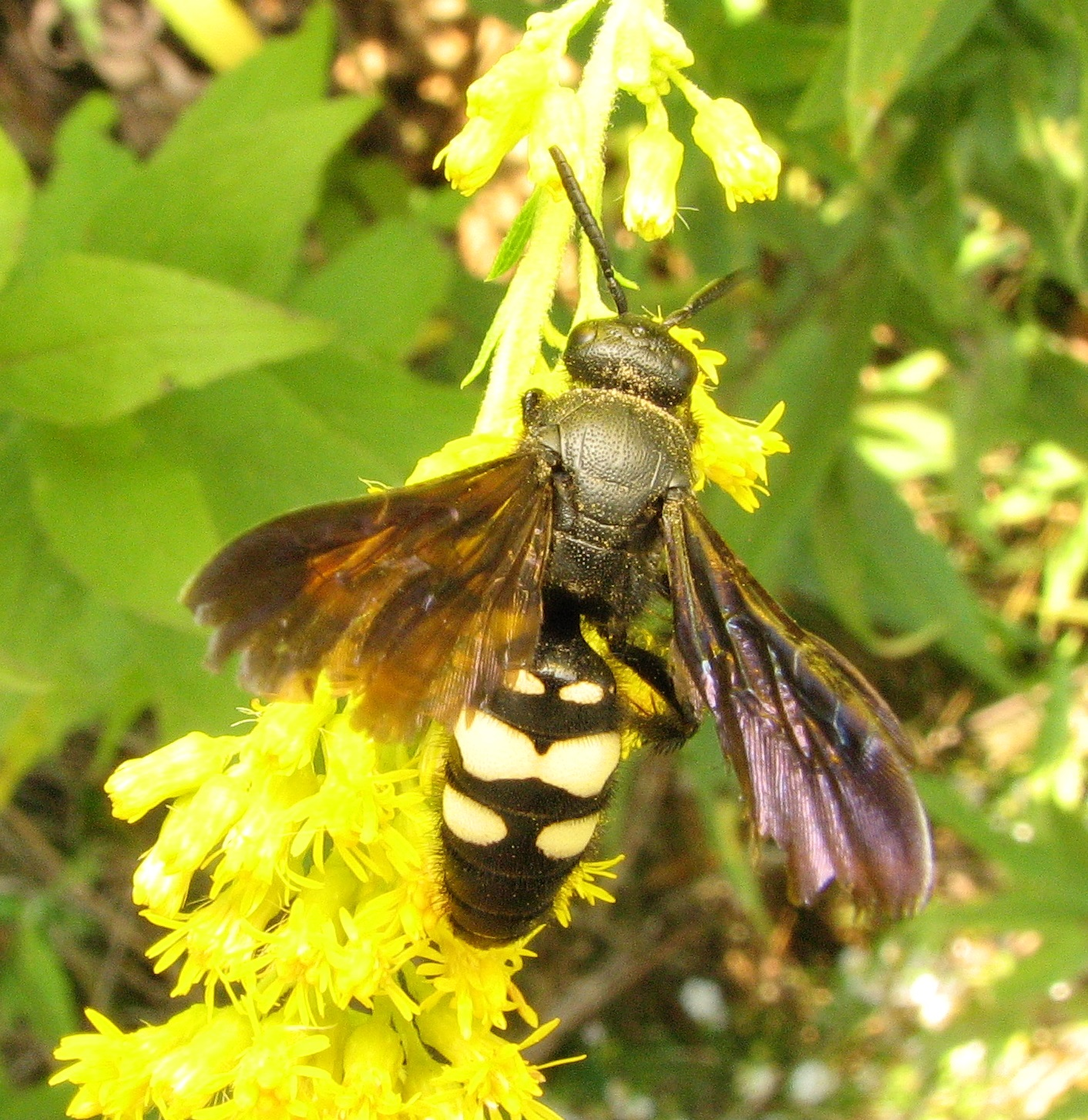
Scolia bicincta, самка

Scolia — рід ос, що належить до родини Scoliidae, підродини Scoliinae.

## Види
- Scolia anatoliae (Остен, 2004)
- Scolia asiella (Бетрем, 1935)
- Scolia bicincta (Фабриціус, 1775) - Двухсмуговий Scoliid
- Scolia bifasciata (Шведер, 1787)
- Scolia carbonaria (Лінней, 1767)
- Scolia consors (Соссюр, 1863)
- Scolia cypria (Соссюр, 1854)
- Scolia dubia (Сей, 1837) - Синьокрила оса
- Scolia erythrocephala (Фабриціус, 1798)
- Scolia fallax (Еверсман, 1849)
- Scolia flaviceps (Еверсман, 1846)
- Scolia fuciformis (Скополі, 1786)
- Scolia galbula (Паллас, 1771)
- Scolia guttata (Бурмейстер, 1853)
- Scolia hirta (Шранк, 1781)
- Scolia hortorum (Фабриціус, 1787)
- Scolia mexicana (Соссюр, 1858)
- Scolia nobilitata (Фабриціус, 1805)
- Scolia orientalis (Соссюр, 1856)
- Scolia procera (Ілліг)
- Scolia sexmaculata (Мюллер, 1766)
- Scolia soror (Сміт, 1855)